# Дністровський лиман
Дністерський лима́н — лиман на північно-західному узбережжі Чорного моря, у який впадає річка Дністер. Знаходиться в Одеській області України.
Відділений від моря вузькою піщаною косою Бугаз. На лимані розташовані міста Білгород-Дністровський і Овідіополь. У самому Дністровському лимані також виділяють Карагольську затоку.

## Розташування
Розташований при північно-західній частині Чорного моря у межах Одеської області (між Білгород-Дністровським та Одеським районами).
Відокремлений від моря піщаним пересипом — косою Бугаз (завширшки від 40 до 500 м). Лиман з'єднаний із морем вузькою протокою — Цареградським гирлом.

## Опис

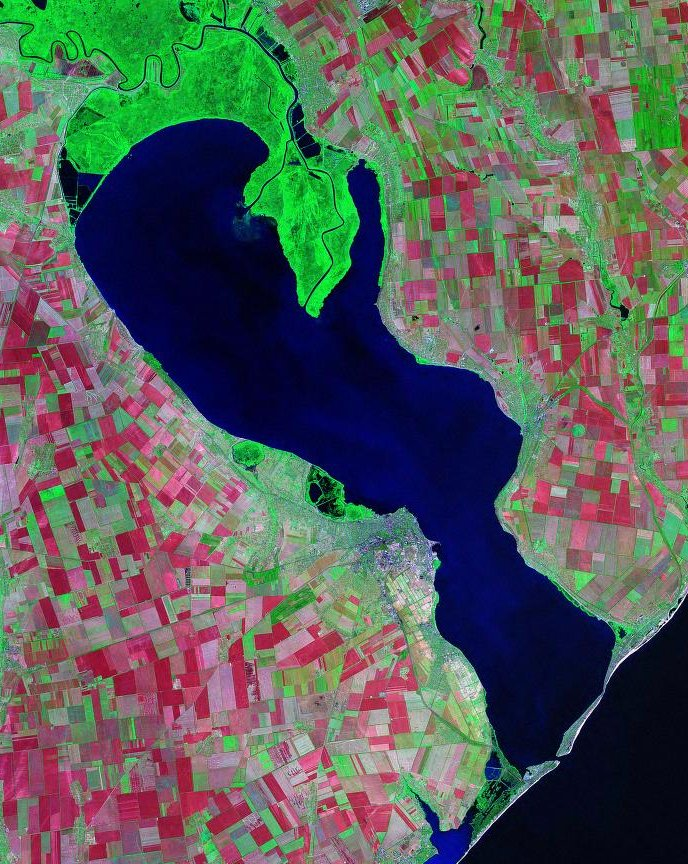
Фотографія лиману з космосу

Лиман відкритий, олігогалінний, судноплавний. Назва походить від річки Дністер, яка впадає в лиман. Утворився в результаті трансгресії моря в долину Дністра. Довжина лиману становить 42,5 км, ширина — від 4 до 12 км, площа — 360 км². (один із найбільших за площею серед лиманів України). Глибина — від 0,6 до 2,7 м, місцями до 5 м.
Північні береги низькі, заболочені; західні та східні високі, розчленовані ярами. Середня солоність 0,5—3 ‰ (у південній частині від 9 до 17 ‰). Узимку замерзає, влітку температура сягає +26. Дно біля берегів піщано-мулисте, подекуди кам'янисте, у центральній та північній частині — мулисте.

### Гіпотеза про острів Офіусса
Античні географи та історики неодноразово згадували на Дністрі поселення Офіусса (дав.-гр. Οφιούσσα), що перекладається з давньогрецької мови як «зміїний острів». Український історик Михайло Агбунов висловив гіпотезу, що до н. е. Дністровський лиман розділявся на два рукави та являв собою дельту Дністра, і на дельтовому острові між рукавами знаходилося поселення Офіусса, згадуване античними географами. За оцінками історика, його довжина була в середньому 20—30 км, ширина — 5—8 км, поверхня підіймалася над рівнем моря на 1—2 м.
В античну добу під час фанагорійської регресії рівень Чорного моря був нижчий за сучасний на понад 5 м, проте пізніше почалася німфейська трансгресія, і рівень моря почав підійматися. Через це в дельті Дністра почали засолюватися прісноводні ґрунтові прошарки та дельтовий острів розмило. Поверхня острова наразі перекрита кількаметровим прошарком лиманоморських осадків.

## Флора і фауна
Поширені водолюбні рослини, біля північних берегів зарості очерету й осоки. Водиться близько 70 видів прісноводних риб (лящ, короп, судак, окунь, щука, сом, карась, бичок), під час нересту з моря заходять осетрові, хамса, кефаль. У плавнях — гніздування кулика, качки, лебедя-шипуна.

## Природоохоронні території
Біля північної частини лиману розташований Нижньодністровський національний природний парк, біля західної — Лиманський ландшафтний заказник.

## Галерея

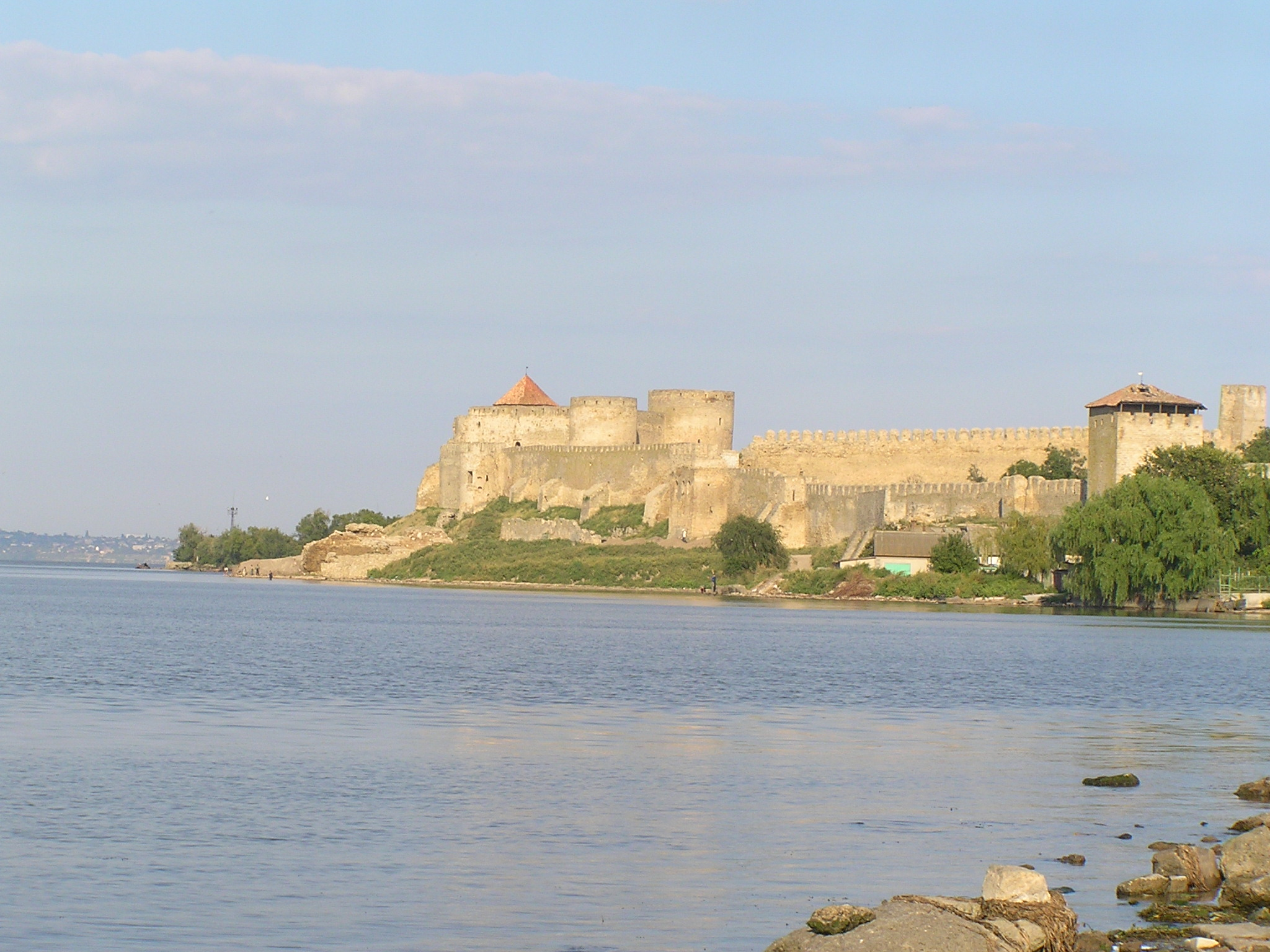
Лиман біля Білгородської фортеці
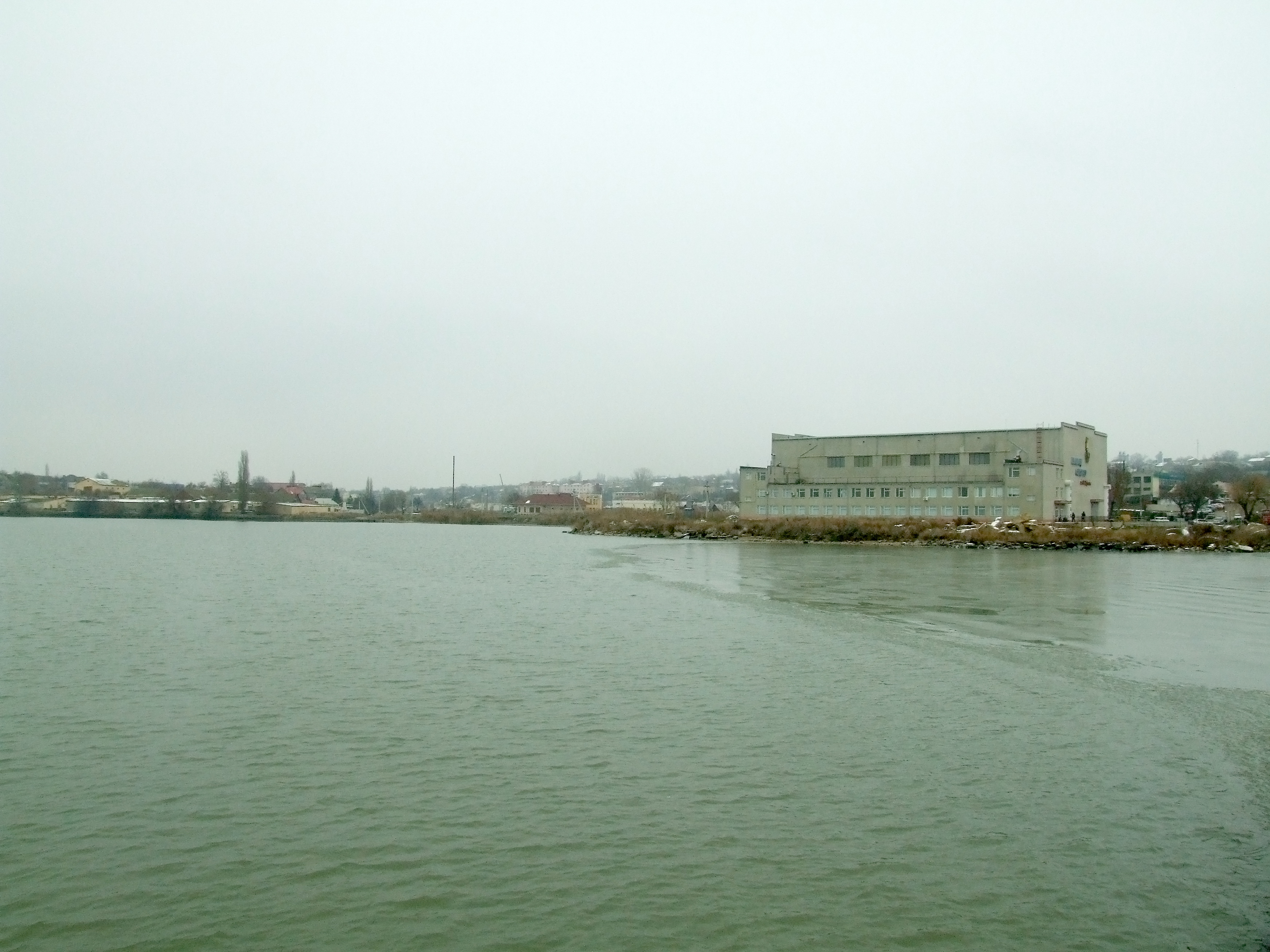
Лиман біля Овідіополя
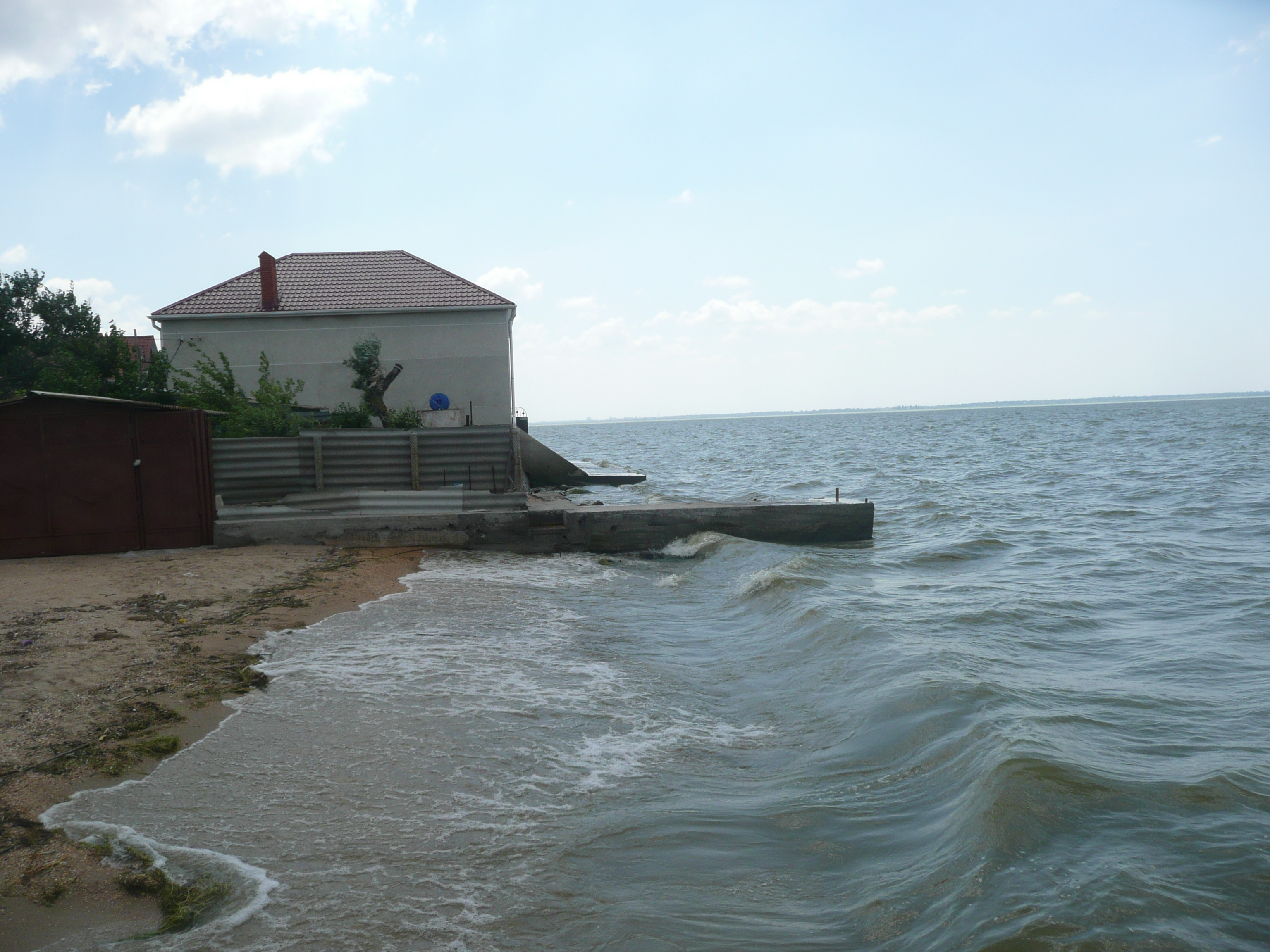
Узбережжя біля Затоки, Бугазька коса
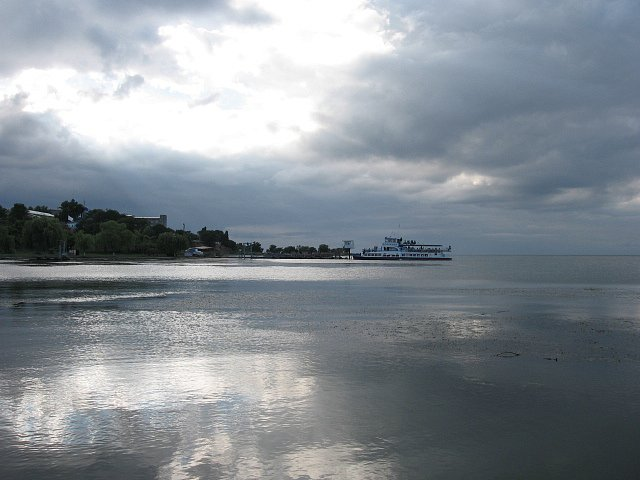
Судноплавство на лимані
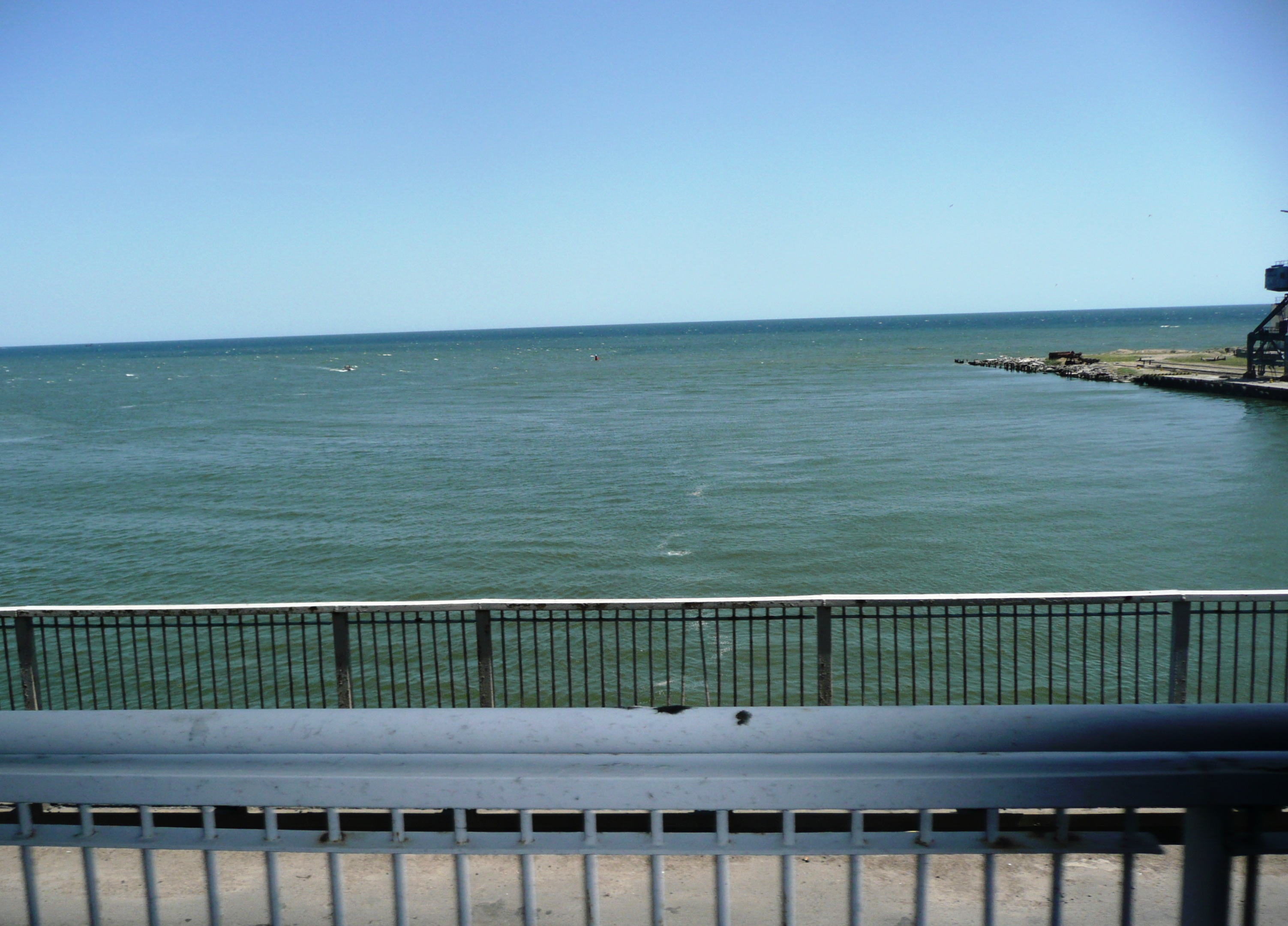
Цареградське гирло поєднує лиман із морем
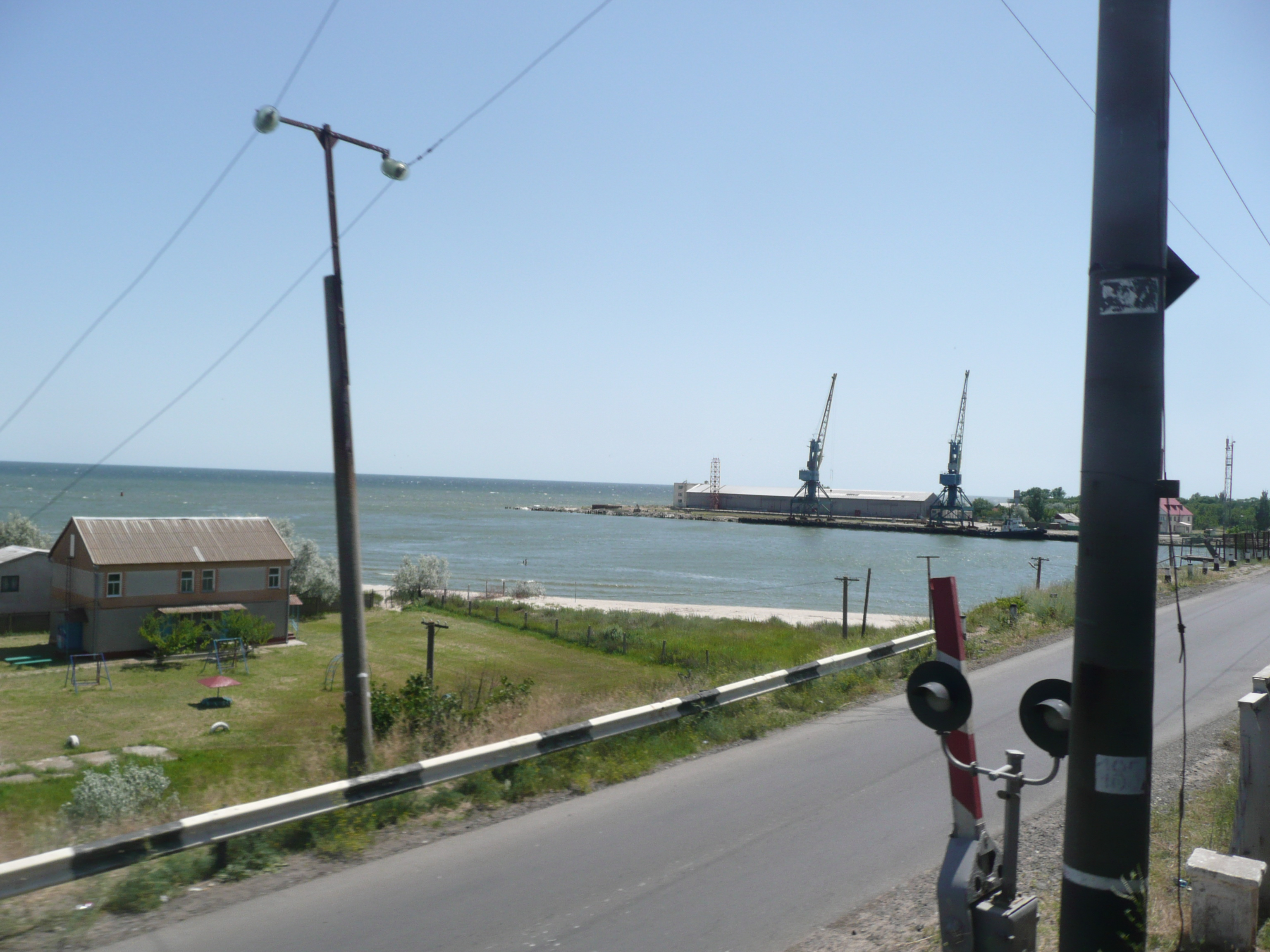
Портові споруди в Затоці
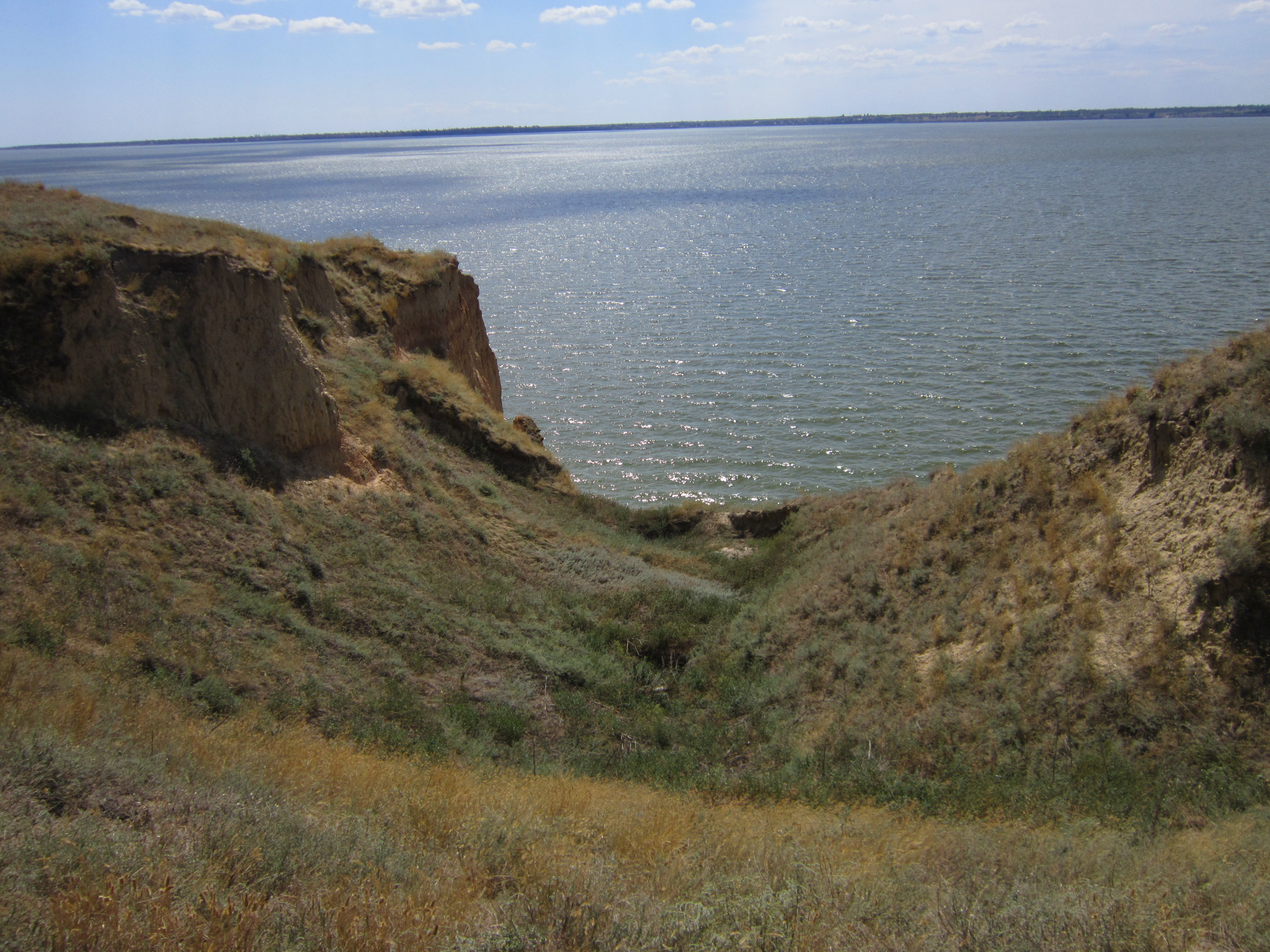
Місце на узбережжі, де було античне місто Ніконій
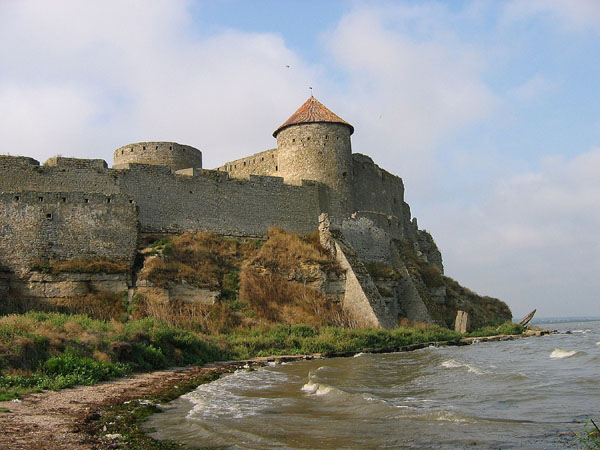
Аккерманська фортеця розташована на схилах лиману
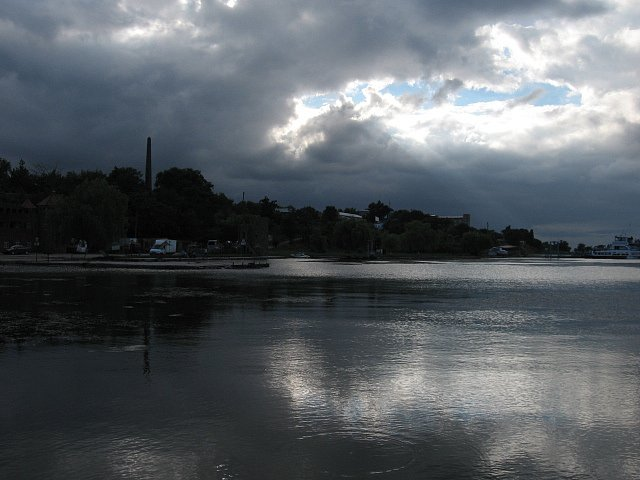
Вечірній лиман
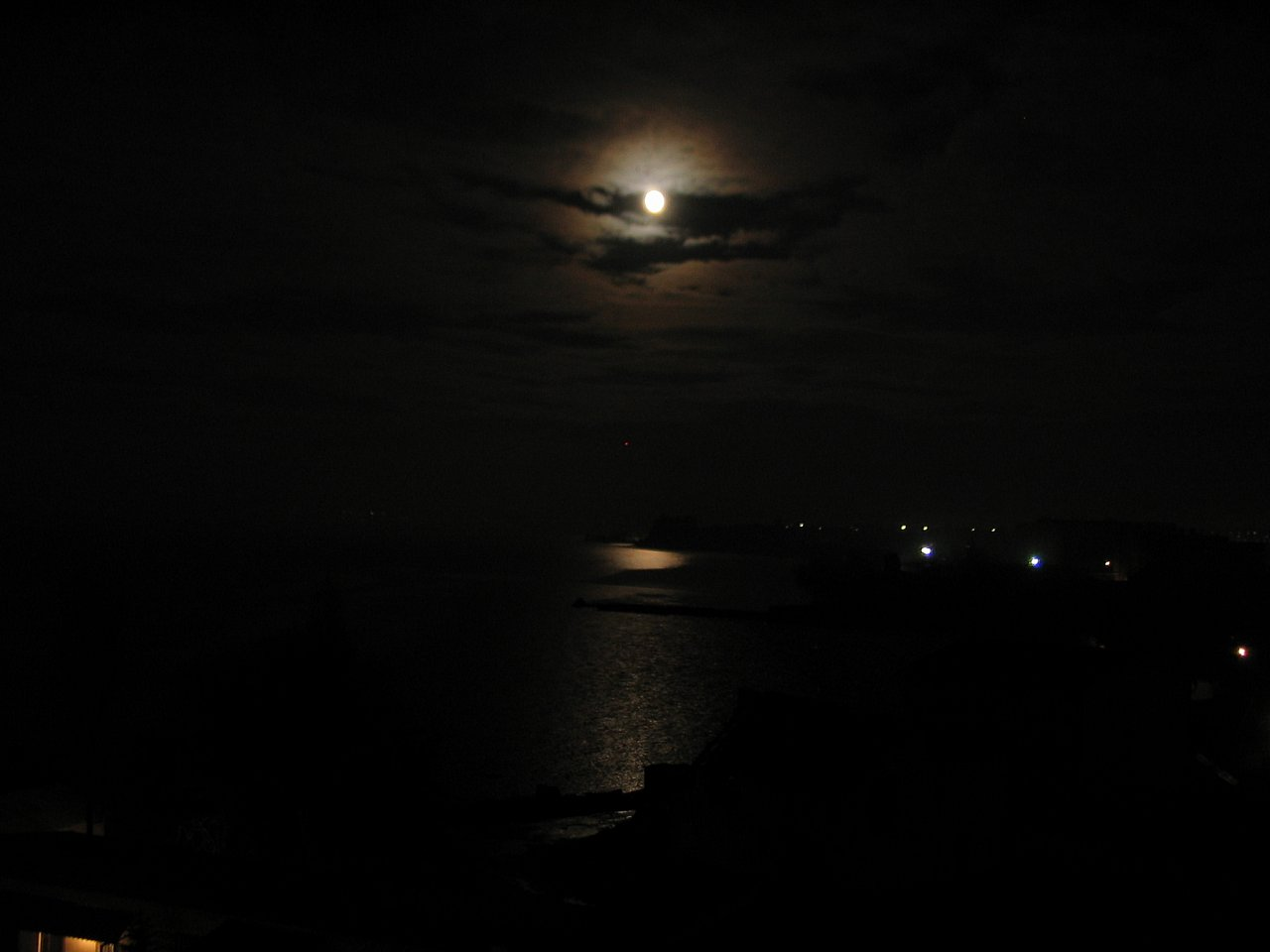
Нічний лиман